# Agnieszka Siteková
Agnieszka Siteková, nepřechýleně Sitek (* 8. července 1973 Łódź, Polsko) je polská divadelní a filmová herečka. V roce 1996 absolvovala Divadelní akademii ve Varšavě. V Čechách zazářila ve vedlejší roli ve filmu Je třeba zabít Sekala, díky které obdržela cenu za nejlepší vedlejší roli a za nejlepší ženskou roli.

## Role
- Je třeba zabít Sekala – 1997
- Zlotopolscy – 1998
- Slawa i chwala – 1998
- Wrota Europy – 1999
- Zaklínač (seriál) – 2001
- Zaklínač – 2001
- Chopin: Touha po lásce – 2002